# عندقت
عندقت هي قرية لبنانية من قرى قضاء عكار في محافظة الشمال. تقع في تجمع للقرى يسمى الدريب الأوسط.

## جغرافيتها
تقع بلدة عندقت في شمال لبنان وهي واحدة من قرى قضاء عكار، كما تقع في تجمع الدريب الأوسط. ترتفع عن سطح البحر حوالي 625 م، وتبعد عن بيروت 140 كلم، وعن مركز المحافظة، مدينة طرابلس 54 كلم، وعن مركز القضاء "حلبا" حوالي 28 كلم. ويمكن الوصول الى بلدة عندقت عن طريق بيروت، طرابلس، حلبا، القبيات، أو من البقاع، فالهرمل، القبيات ثم عندقت.
يحد هذه البلدة من جهة الجنوب بلدة القبيات، ومن الغرب أراضي بلدة القبيات وبلدة "عيدمون"، أما من جهة الشمال فيحدها مجموعة منازل تدعى "القبور البيض"، وبلدتي العوينات وشدرا، ومن الشرق سلسلة جبال لبنان الغربية، وتحديداً جبل أكروم.
من الملاحظ أن قرية عندقت تنتشر وتتمركز على التلال، بخلاف معظم القرى المجاورة التي تتمركز في الأودية والمنخفضات. ويحيط بعندقت عدد من "المزارع السابقة" وهي اليوم مجرد أراضٍ تابعة لهذه البلدة يقوم السكان باستغلالها في أعمال الزراعة، أو البناء فيها نظراً لنمو وتوسع البلدة (عيسى، ٢٠١١).
كما تغطي الأراضي الزراعية 584 هكتاراً، مما يمثل 21.5٪ من إجمالي مساحة القرية. أما بالنسبة لعدد سكانها، فيبلغ عدد المسجلين حوالي 4700 نسمة، بينما ينخفض عدد سكانها الفعليين على مدار السنة إلى أقل من النصف، حيث يتوزعون على 15٪ من مساحة القرية. وهم من المسيحيين الموارنة التابعين للكنيسة الكاثوليكية.

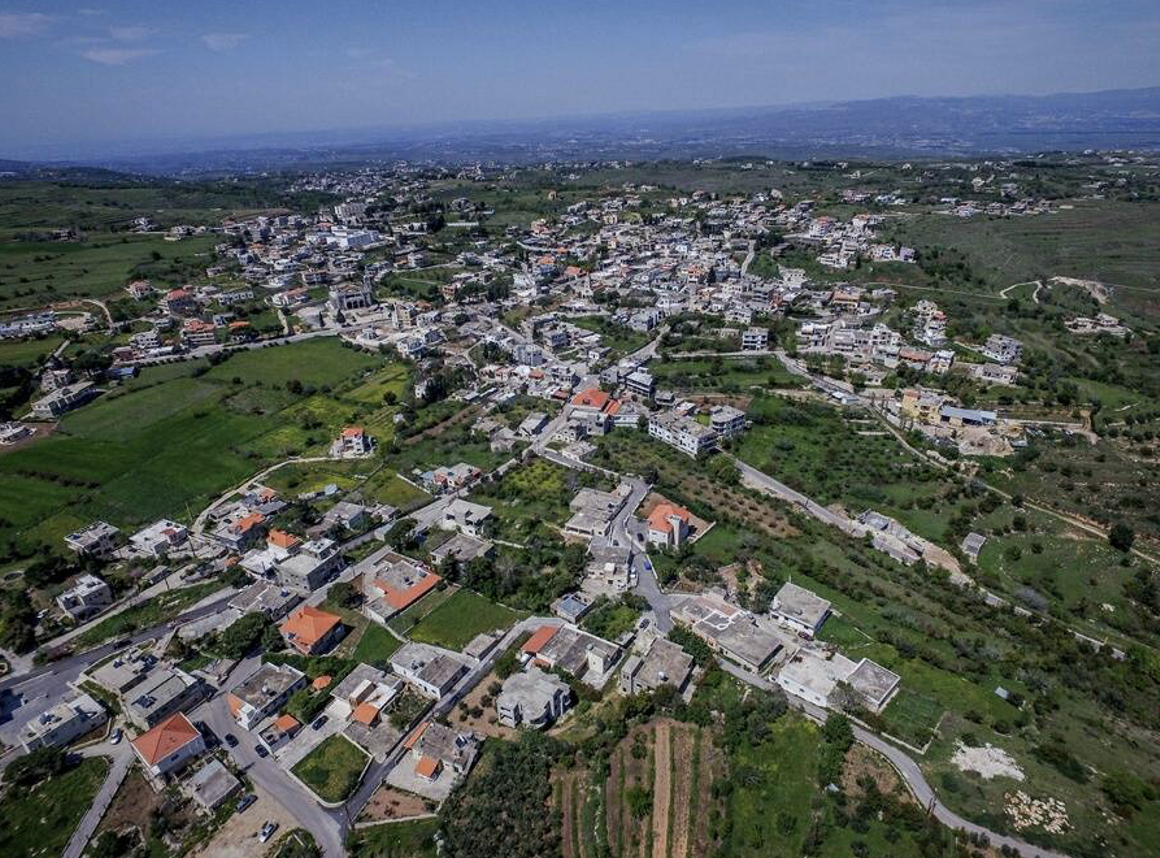
بلدة عندقت

## التسمية
لم يتفق الباحثون في تاريخ عكار، وحتى الباحثين في تاريخ الاسماء ومعانيها، عن تفسير واضح وجامع لاسم عندقت. كما تختلف الآراء حول أصل التسمية، فهناك من يرجعها إلى الأصل السرياني ومعناها «العين الشحيحة» أي القليلة المياه، بينما يرجعها فريق آخر إلى كلمة "عندقت" ومعناها «مصيف عنتا» آلهة أوغاريت المشهورة. أما الكونت فيليب دي طرازي، فيعتبر أن قرية عندقت هي سريانية الأصل وحافظت على أصل اسمها السرياني، ويورد التفسير لاسم عندقت من هذا المنطلق على الشكل التالي: "عين تقد" = "عين القضيب" (عيسى، ٢٠١١).

## لمحة تاريخية
إن كتابة تاريخ عندقت القديم، هو أمر غاية في الصعوبة، ومحاولة تتضمن قدراً كبيراً من الافتراض، وتعتمد هذه العملية على ما تبقى من آثار في عندقت وجوارها. أما ما وجد من هذه الآثار (يتضمن بعض الكهوف والنواويس وبئر ومعصرة زيتون)، فكلها تشير إلى وجود شعب عاش حياة متواضعة، تعتمد على الزراعة، وليس شعباً ثرياً. فلا يوجد أي آثار لقصور أو قلاع أو ما شابه (عيسى، ٢٠١١).

## الثروة الحرجية
كانت الثروة الحرجية ذات أهمية بالغة في منطقة الدريب عموماً، وكانت قرية عندقت من ضمنها. فالخصائص الاستراتيجية والطبيعية والثروات الحرجية البرية والزراعية والحيوانية، جعلت جبل عكارعامراً بالسكان منذ قديم الأزمنة حتى الجبال العالية. وقد تم ذكر غابات عكار عند العديد من المؤرخين، وتعتبر غابات الدريب من أعظمها، حيث تشكل قلبها، لا سيما غابات القبيات وعندقت وأكروم.  وكانت هذه الغابات تتدرج نزولاً باللون الأخضر الغامق، بشكلٍ مدرج حتى حدود البقيعة.
تعتبر الثروة الحرجية في عندقت واحدة من أهم وأكبر الثروات الحرجية في لبنان، ونادراً ما يمكن العثور على أحراج مثلها، حيث تضم بعض الأشجار التي يزيد عمرها عن 500 سنة. وتمتد الأحراج على مساحة تفوق ال 5 ملايين متر مربع من الأراضي الجبلية. ومع ذلك، تعرضت هذه الأشجار للقطع المستمر، بالأخص تلك التي تخص بلدتي عندقت والقبيات، وذلك بسبب صناعة الحرير. فمن المعلوم، أن هذه الصناعة، حين كانت تعتمد الحطب، كمصدر للطاقة، استهلكت كميات كبيرة منه، وكان يؤتى به من الأحراج المواجهة للبلدتين المذكورتين (عيسى، ٢٠١١).

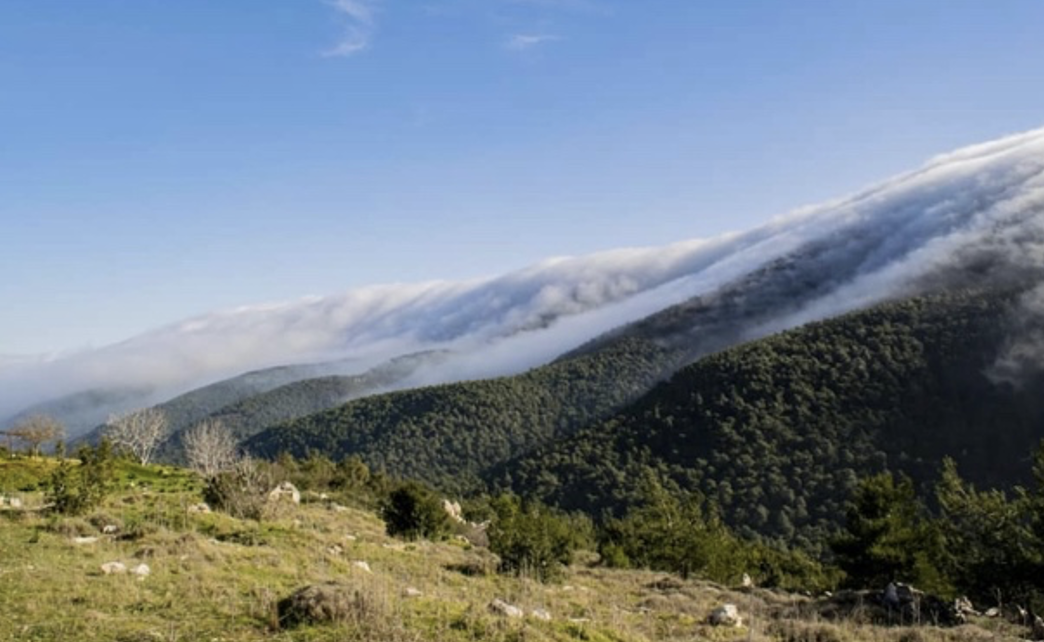
الثروة الحرجية في بلدة عندقت

## اقتصادها
تشكل الجندية مصدراً أساسياً لدخل العديد من الأسر في عندقت، ونادراً ما تجد أسرة لا ينتسب أحد أفرادها إلى الجيش اللبناني. وهذا ما أدى إلى إنشاء ثكنة عسكرية في البلدة أثناء الانتداب الفرنسي وأعيد تجديدها في العام 1972. كما تشكّل التجارة والزراعة، لاسيما زراعة الزيتون والكرمة والخضار، مصدراً آخراً للدخل.

## المواقع الأثرية

### دير مار سابا
يعد موقع دير مار سابا واحداً من أهم المواقع الأثرية في بلدة عندقت عكار، حيث يعود تاريخه إلى القرن الثاني أو الثالث ميلادي، حسبما أكد الدكتور ناجي كرم، أستاذ مادة الآثار في الجامعة اللبنانية. وقد تم اكتشاف المعصرة عندما كانت لجنة وقف الدير تقوم بأعمال الترميم والتأهيل، حيث تم اكتشاف حجارة تدل على وجود بناء قديم. وعلى الفور طلبت البلدية وقف الأعمال وعملت على التنقيب بإشراف اختصاصيين، وتبين وجود معصرة قديمة. وأشار رئيس بلدية عندقت السابق عمر مسعود، إلى أهمية هذا الاكتشاف ووجود الكثير من الآثار غير المكتشفة في عندقت حتى الآن.

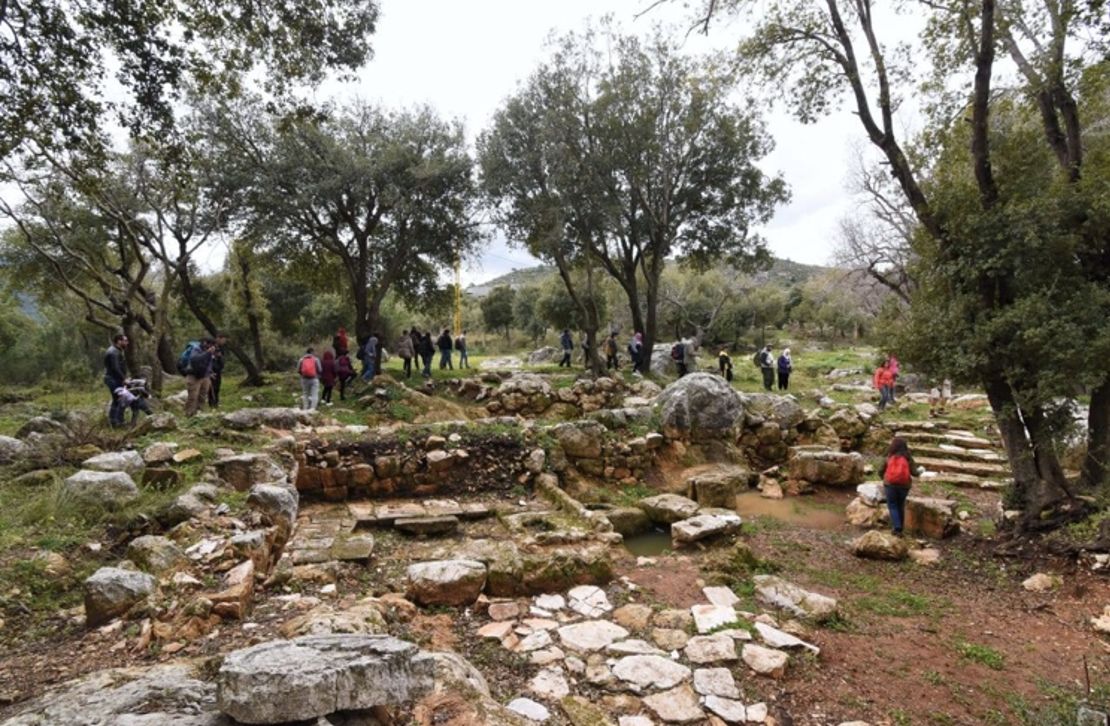
دير مار سابا

### معمل الحرير
بني معمل الحرير في عندقت سنة ١٨٩٥ على يد إبراهيم بك فرعون. ونظراً إلى أهمية مهنة صناعة الحرير في المنطقة، كان هذا المعمل واحداً من أهم المعامل فيها. كما كانت هذه المعامل تتيح فرص عمل كثيرة لسكان المنطقة والمناطق المجاورة، حيث كانوا يعملون في غزل الحرير من دود القز، والذي كان يصدر بشكل رئيسي إلى فرنسا. وقد تم توقف هذا المعمل عن العمل في ستينات القرن العشرين.